# آرماگدون

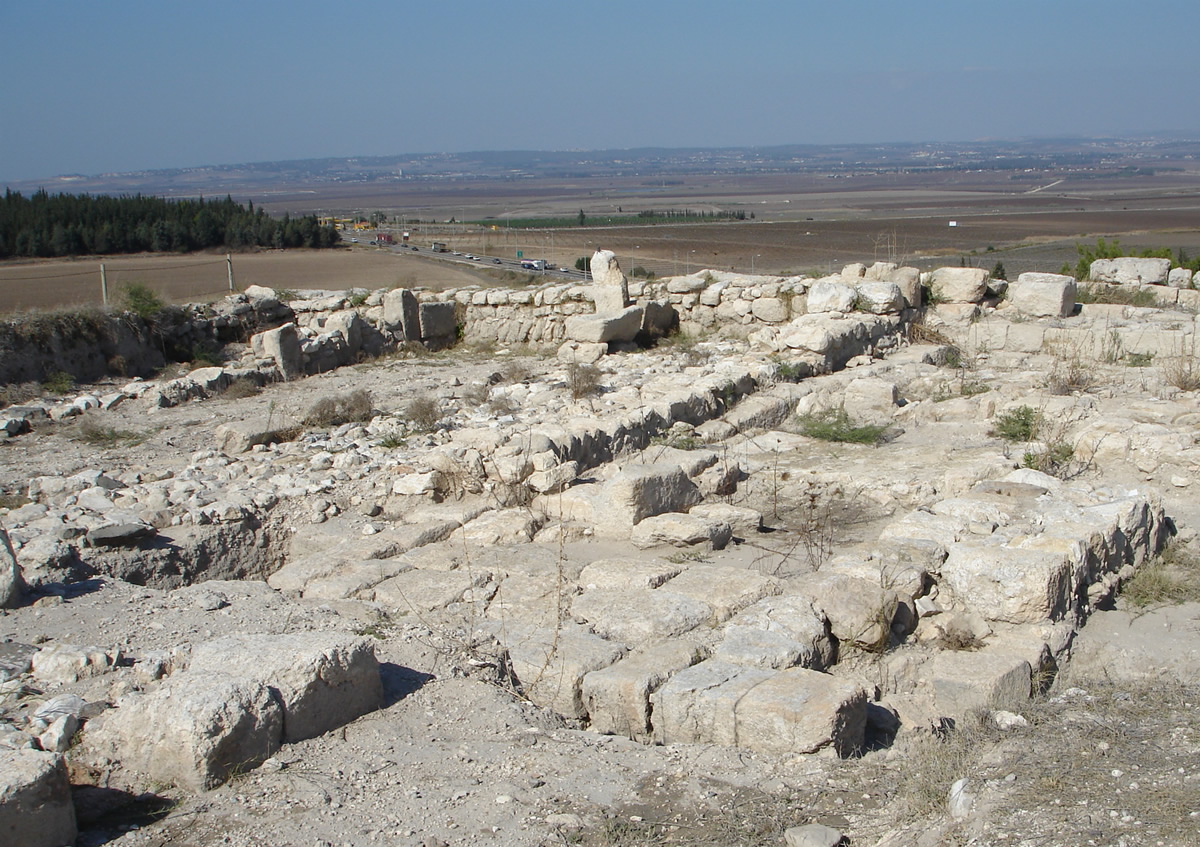
ویرانه‌های مگیدو

آرماگدون (یونانی باستان: Ἁρμαγεδών، لاتین: Armagedōn) که ریشه در هَرْ مَگیدو در عبری (הַר מְגִדּוֹ، در برخی ترجمه‌های فارسی عهدین: حارمجدون) دارد، نام محلی است که مطابق پیشگویی مکاشفه یوحنا در عهد جدید، سپاهیان برای حضور در نبردی در آخرالزمان آنجا گرد خواهند آمد. از این عبارت، برداشت‌های تحت‌اللفظی یا استعاری مختلفی شده‌است. آرماگدون همچنین به صورت عام به پایان جهان و اتفاقات آن نیز گفته می‌شود. مگیدو نام تلی در شمال اسرائیل است که در عهد باستان قلعه‌هایی بر روی آن ساخته شده بود تا از راه تجاری ویا ماریس که مصر را به شام، بین‌النهرین و آناتولی متصل می‌کرد، محافظت کنند. مگیدو محل وقوع نبردهای متعددی، از جمله نبرد بزرگی در قرن ۱۵ قبل از میلاد میان مصر و شورشیان کنعانی و نبرد دیگری در سال ۶۰۹ قبل از میلاد میان مصر و بابل بوده‌است. یکی از نبردهای جنگ جهانی اول نیز به این نام خوانده می‌شود.
لغت مشابهی به نام الملحمة الکبری (نبرد بزرگ) در حدیثی منسوب به محمد بن عبدالله وجود دارد. در اعتقادات بهائیان نیز اشارتی به آرماگدون دیده می‌شود که با پیشگویی‌های بهاءالله مرتبط است.